# 4846 Tuthmosis
4846 Tuthmosis è un asteroide della fascia principale. Scoperto nel 1960, presenta un'orbita caratterizzata da un semiasse maggiore pari a 3,2171214 UA e da un'eccentricità di 0,1348387, inclinata di 5,27901° rispetto all'eclittica.